# Chris Haslam
Chris Haslam (født 19. december 1980) er en candisk skateboarder, der har været professionel siden 2002.

## Karriere
Chris Haslam blev i 1998 sponsoreret af den lokale skatebutik Boarding House i Vancouver BC, og han blev hurtigt et kendt navn på grund af sine tekniske tricks. I 2001 vandt han best trick-konkurrencen ved Slam City Jam (SCJ) i Vancouver. Omkring 2003 blev Chris Haslam tilknyttet Almost Skateboards, og hans popularitet voksede, efter at han medvirkede i videoen Almost: Round Three. I 2006 blev Haslam sponsoreret af Globe, hvor han har været med til at udvikle skateboardsko.